# Rosenheim
Rosenheim bajorországi város és járási székhely.

## Földrajz
A város a Mangfall és az Inn összefolyásánál alakult ki, München és Salzburg között található.

## Történelem

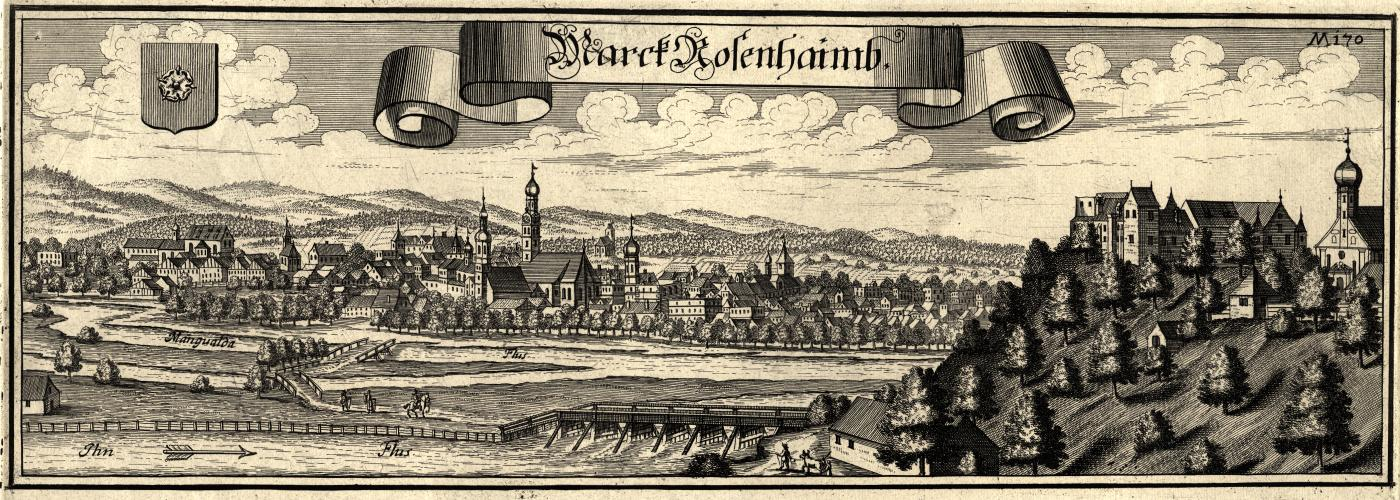
Rosenheim egy régi metszeten

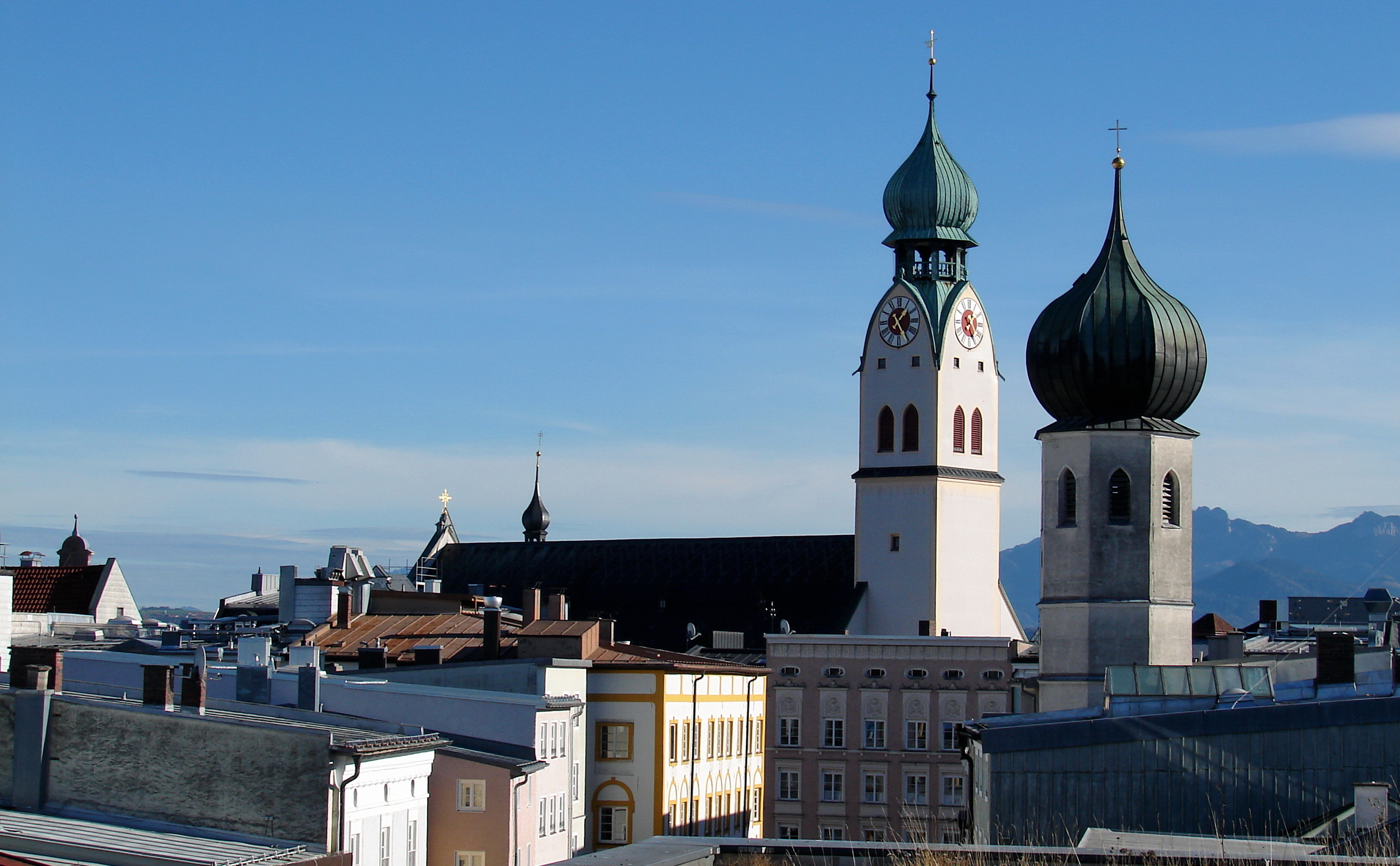

A Manffall és az Inn összefolyásánál kialakult település és környéke már a római korban is lakott volt, a római légiók egyik fontos hadiállomása volt Pon s Aeni, vagyis híd az Aenuson, vagyis az Inn folyón, amit a környék régészeti leletei is bizonyítanak.
Nevét 1234-ben említette először oklevél, és nevét állítólag a Wassenburg grófi család rózsáival díszített címeréről kapta.
1328-ban már vásárrendezési joggal is rendelkezett, ezenkívül híres volt sóbányászatáról, kereskedelméről is. Rosenheimet is elérte a gazdasági visszaesés és következménye a harmincéves háború. 1634-ben pestisjárvány, majd 1641-ben egy nagy piaci tűz is sújtotta a települést.
A városi rangot azonban csak 1864-ben kapta meg, miután megépült a München-Rosenheim-Kufstein, majd a Rosenheim-Salzburg közötti vasútvonal. 1858-ban avatták fel a város első vasútállomását.
Rosenheim vára az Inn keleti partján, a mai kastély dombon állt.
Rosenheim ma Délkelet-Bajorország gazdasági középpontja; tavaszi és őszi vásárokkal. Nagy iparváros.
Középkori emlékeiből az 1542-ben, majd 1641-ben bekövetkezett nagy tűzvész, majd az iparosodás keveset hagyott meg. A város középpontja az egykori vásártér, ma Max-Joseph-Platz, mely körül még festett homlokzatú erkélyes,-tornyos régi polgárházak sorakoznak. Az Ó- és az Újváros között áll a legöregebb a város legöregebb műemléke, a Középső-kapu (Mittertor), melynek lábazata még 14. századi. Felső része az 1641-es tűzvész után épült újjá. Belső termeiben tájmúzeumot (Heimatmuseum) rendeztek be. A Szt. Miklós-plébániatemplom a 15. századi templom helyén épült neogótikus stílusban 1881-1883 között, melynek csupán tornya korábbi, 1656-ból való. Érdekesebb a Szentlélek-templom (Heiliggeistkirsche), amelyet 1449-ben magántemplomként egy gazdag polgár építtetett. Szt. Wofgangnak ajánlott kápolnájában fennmaradt alapítójának 1453-ból származó sírköve, valamint egy késő gótikus freskó is.
A Városi képtár állandó és alkalmi kiállításai is figyelemre érdemesek. Előtte 1974 óta a neves modern művész Heinrich Kirchner nonfiguratív bronzszobra áll.

## Közlekedés
Közút
Itt ágazik el a híres "dreiecke"-nél a Salzburg-München és a Salzburg-Kufstein-Innsbruck autópálya.

### Vasút
A város fontos vasúti csomópont, 1858-ban megnyitott vasútállomására több irányból is összefutnak a sínek. Innen indul ki a Rosenheim–Mühldorf, a Rosenheim–Kufstein, a Rosenheim–Salzburg és a Rosenheim–Holzkirchen-vasútvonal, továbbá itt végződik a München–Rosenheim-vasútvonal is.

## Nevezetességei
- Óváros
- Múzeumok
- Templomok
- Városi képtár (Städtische Galerie, Max-Bram-Platz 2) állandó és alkalmi kiállításai. Az épület előtt 1974-től Henrich Kirchner nonfiguratív bronzszobra áll.

## Népesség
Rosenheim népessége az elmúlt években az alábbi módon változott:
| Lakosok száma | 17 998 | 46 046 | 38 419 | 58 908 | 60 464 | 60 889 | 62 672 | 63 324 | 63 508 | 65 192 |
|               | 1925   | 1970   | 1975   | 2000   | 2013   | 2014   | 2016   | 2019   | 2021   | 2023   |

## Galéria

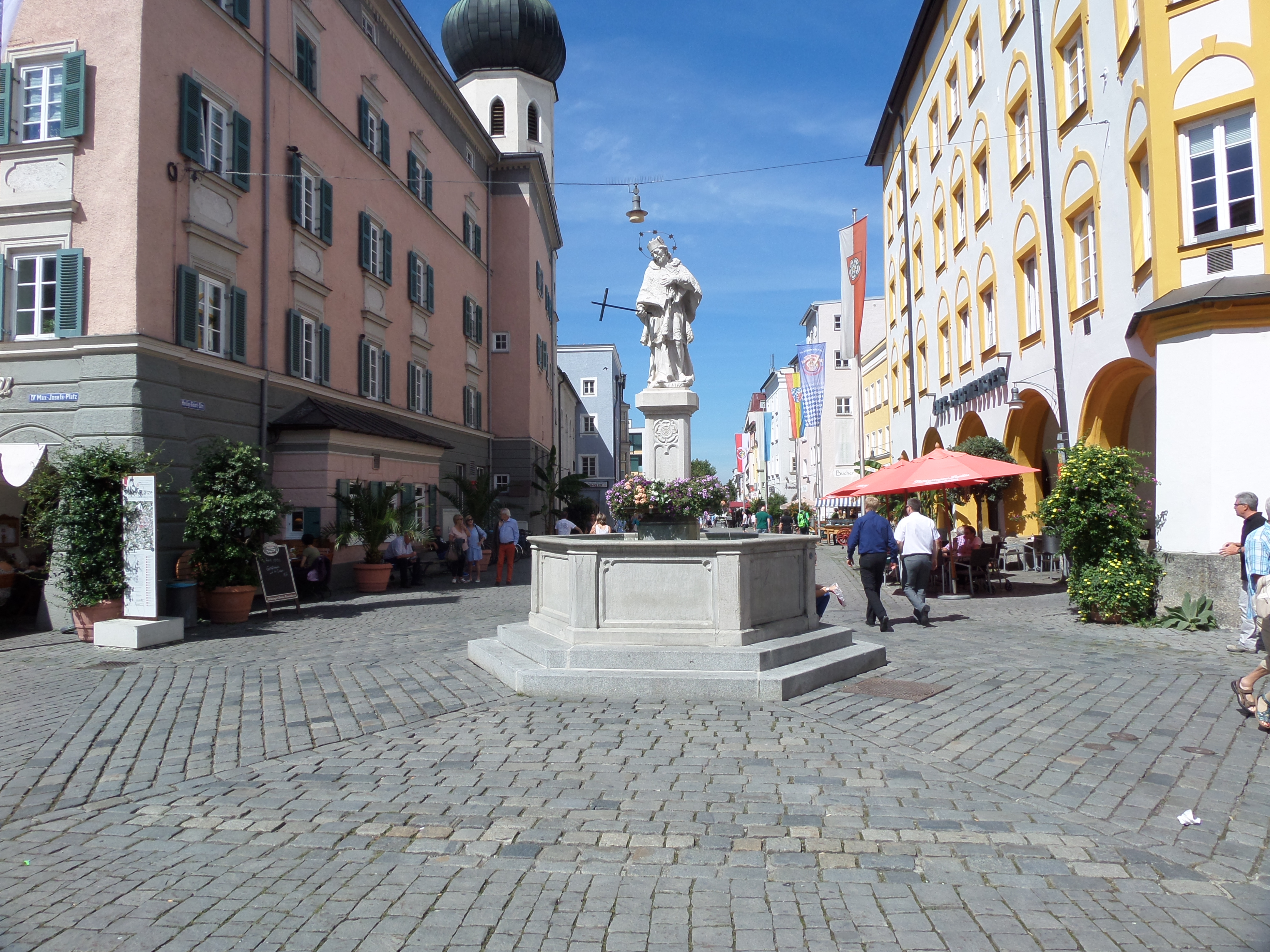
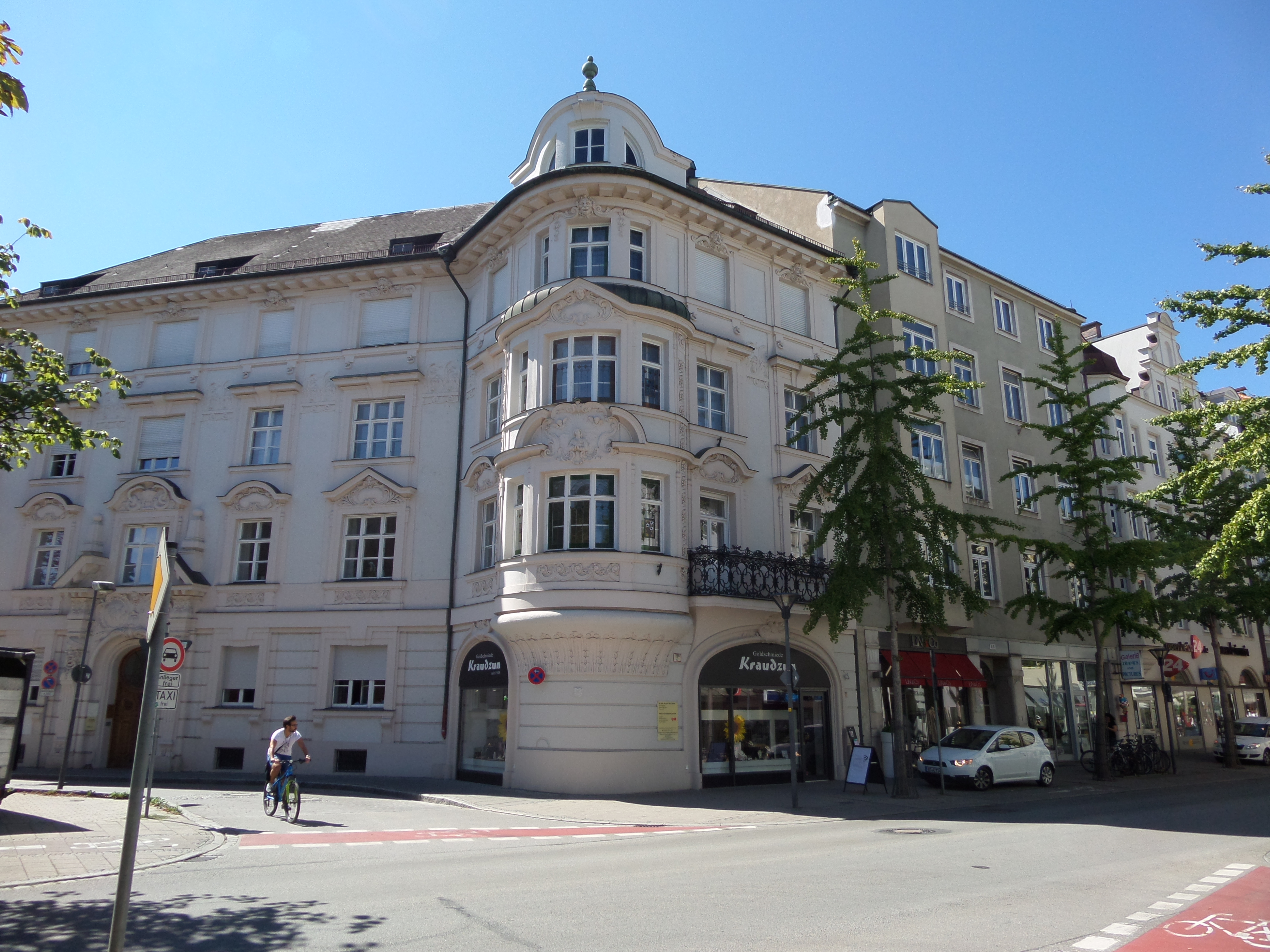
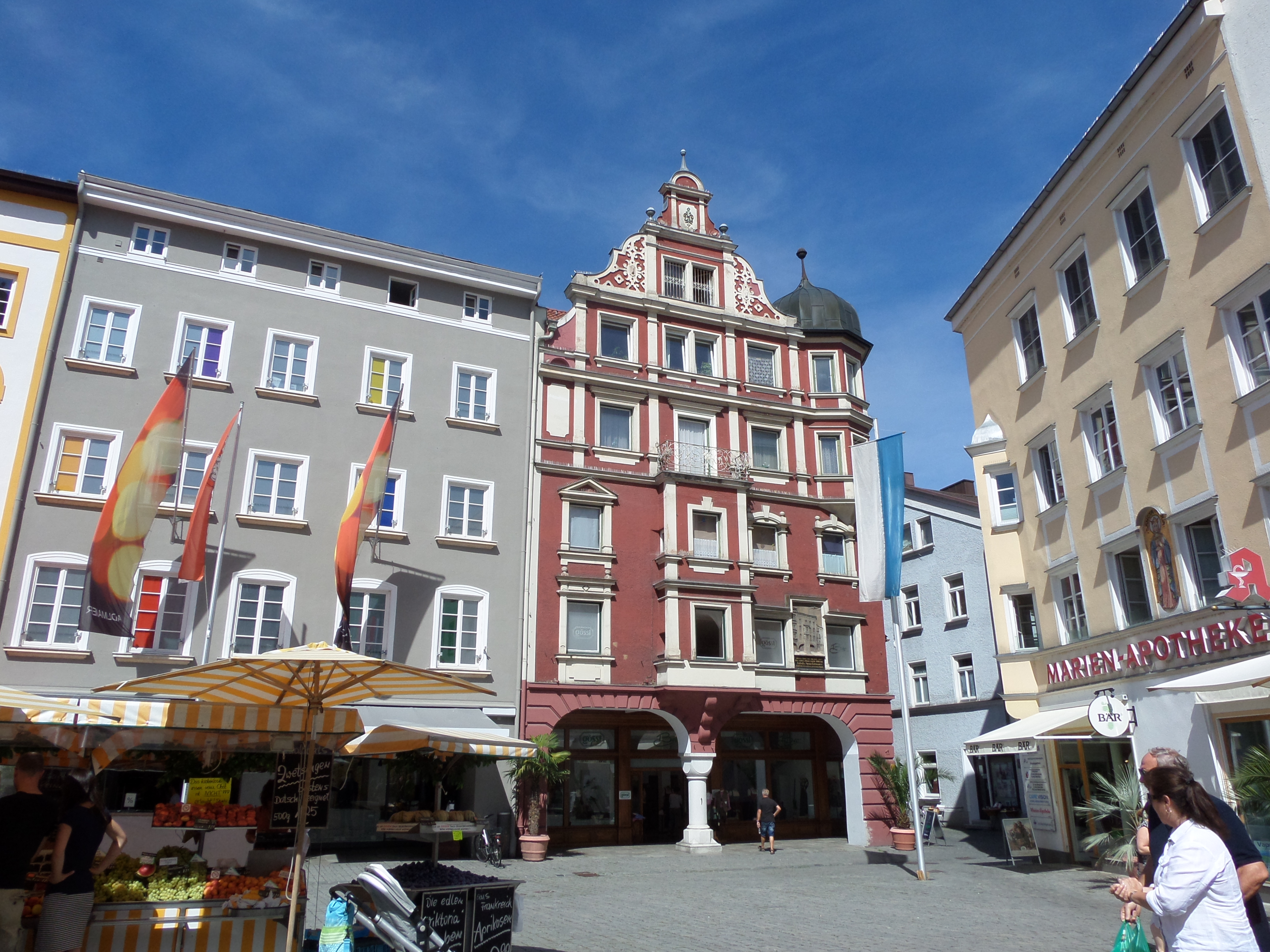
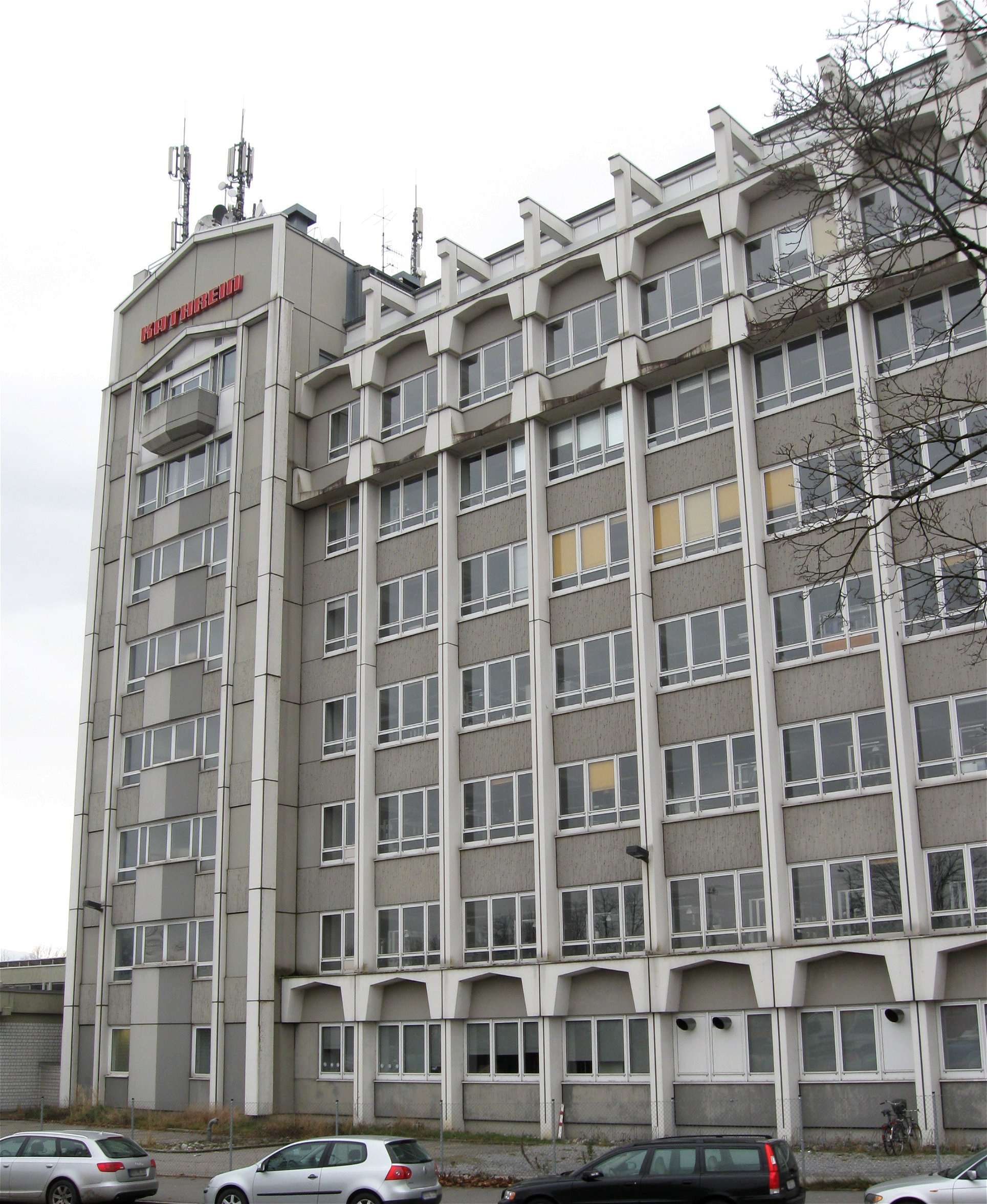
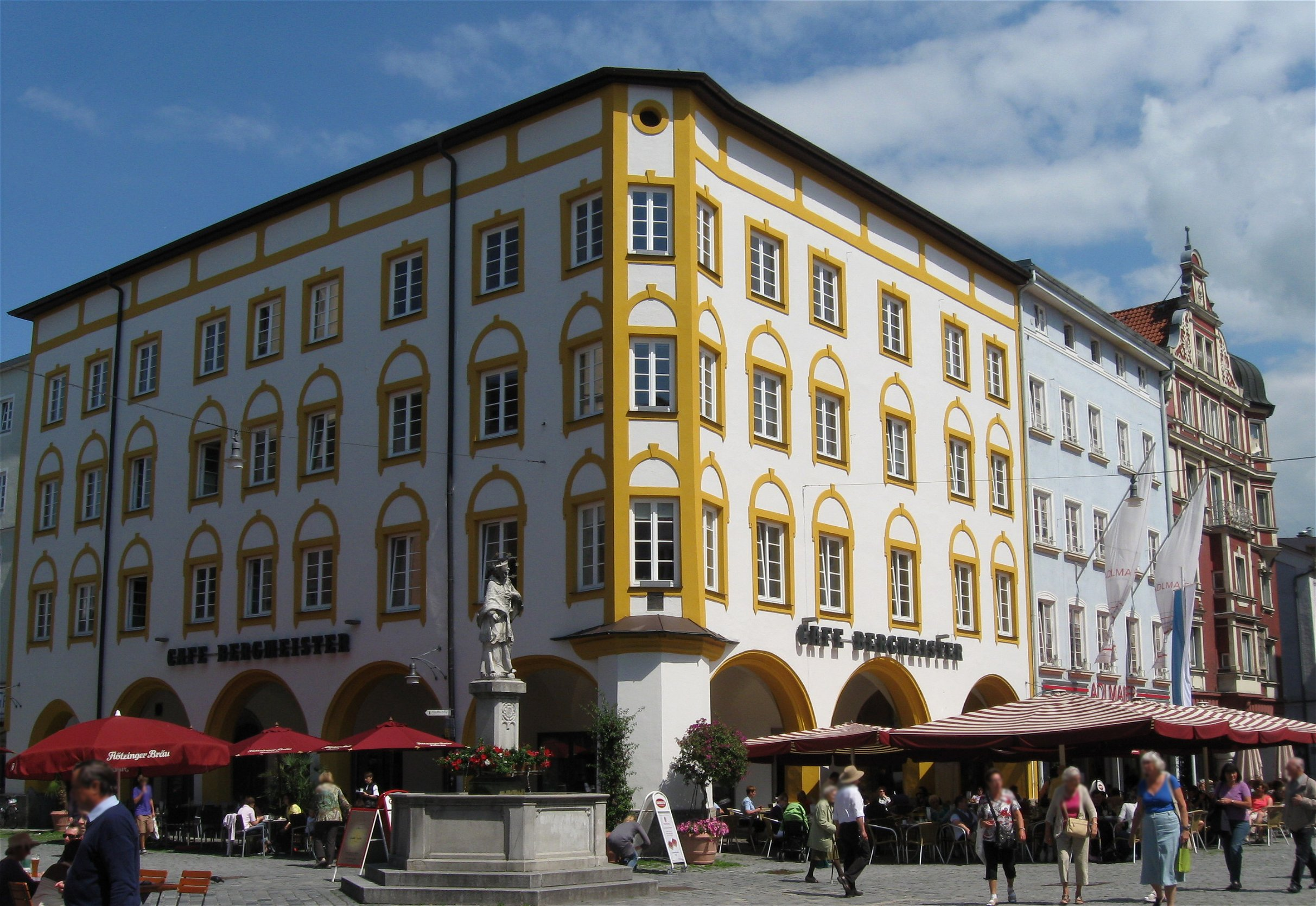
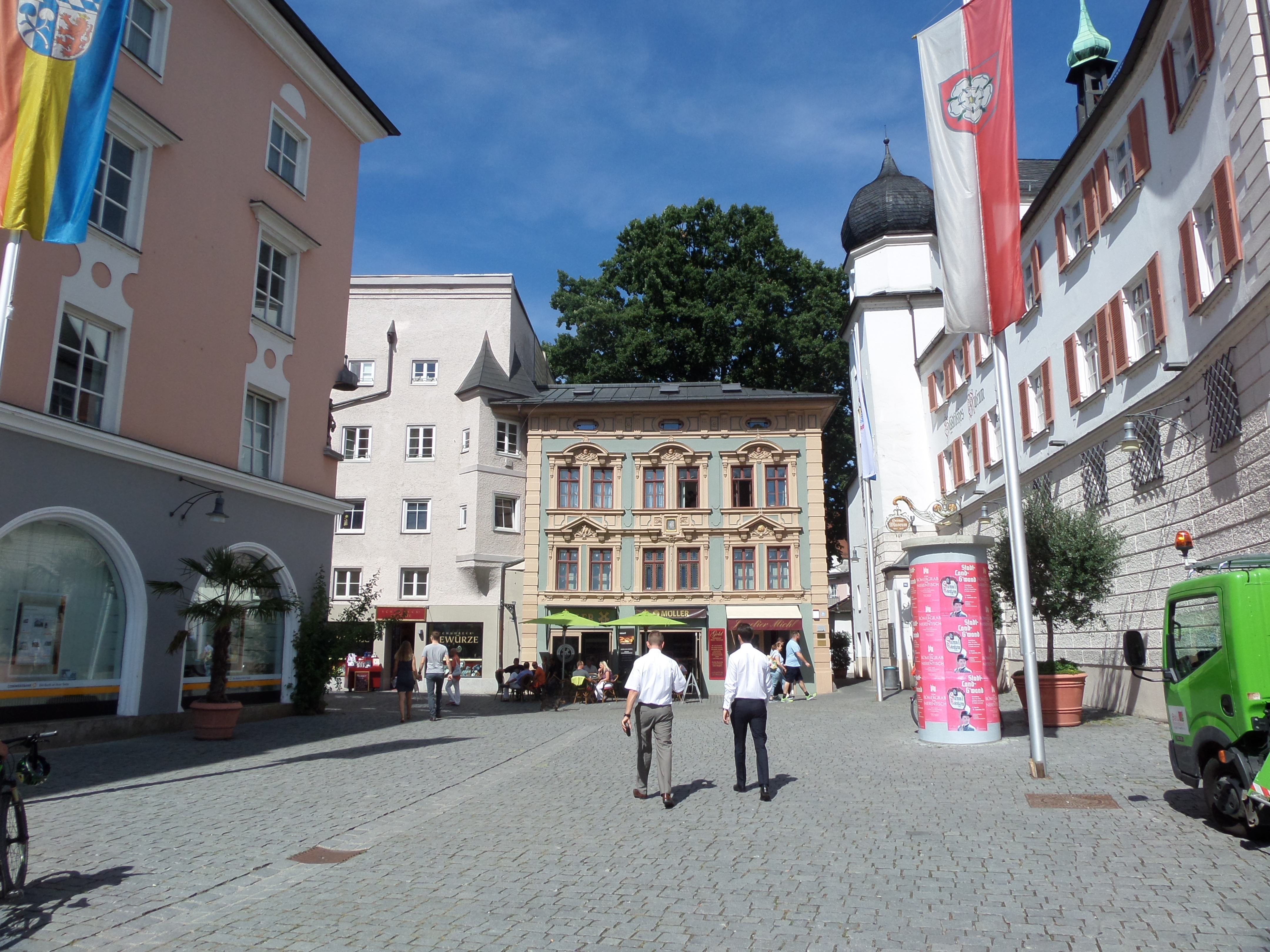
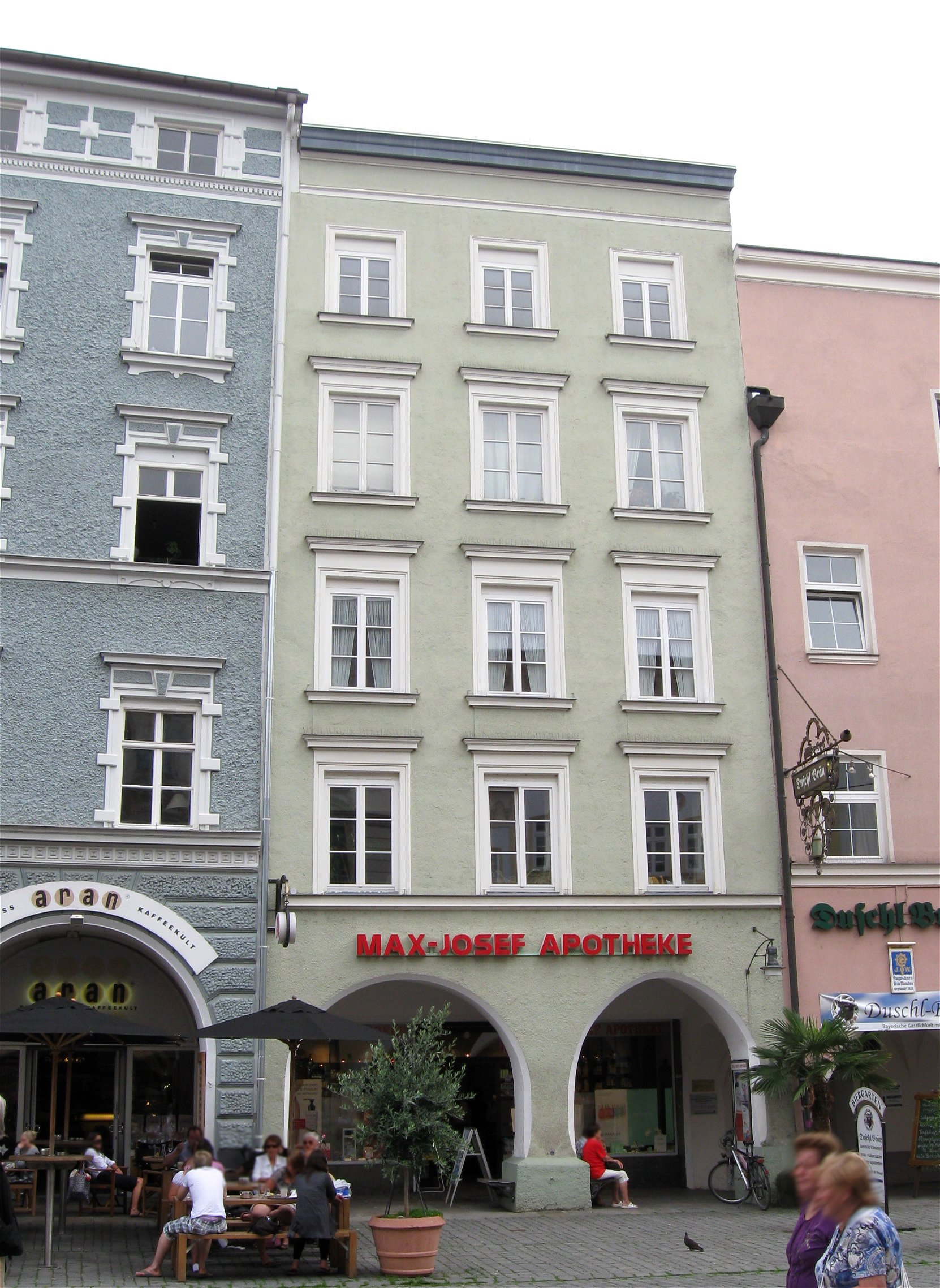
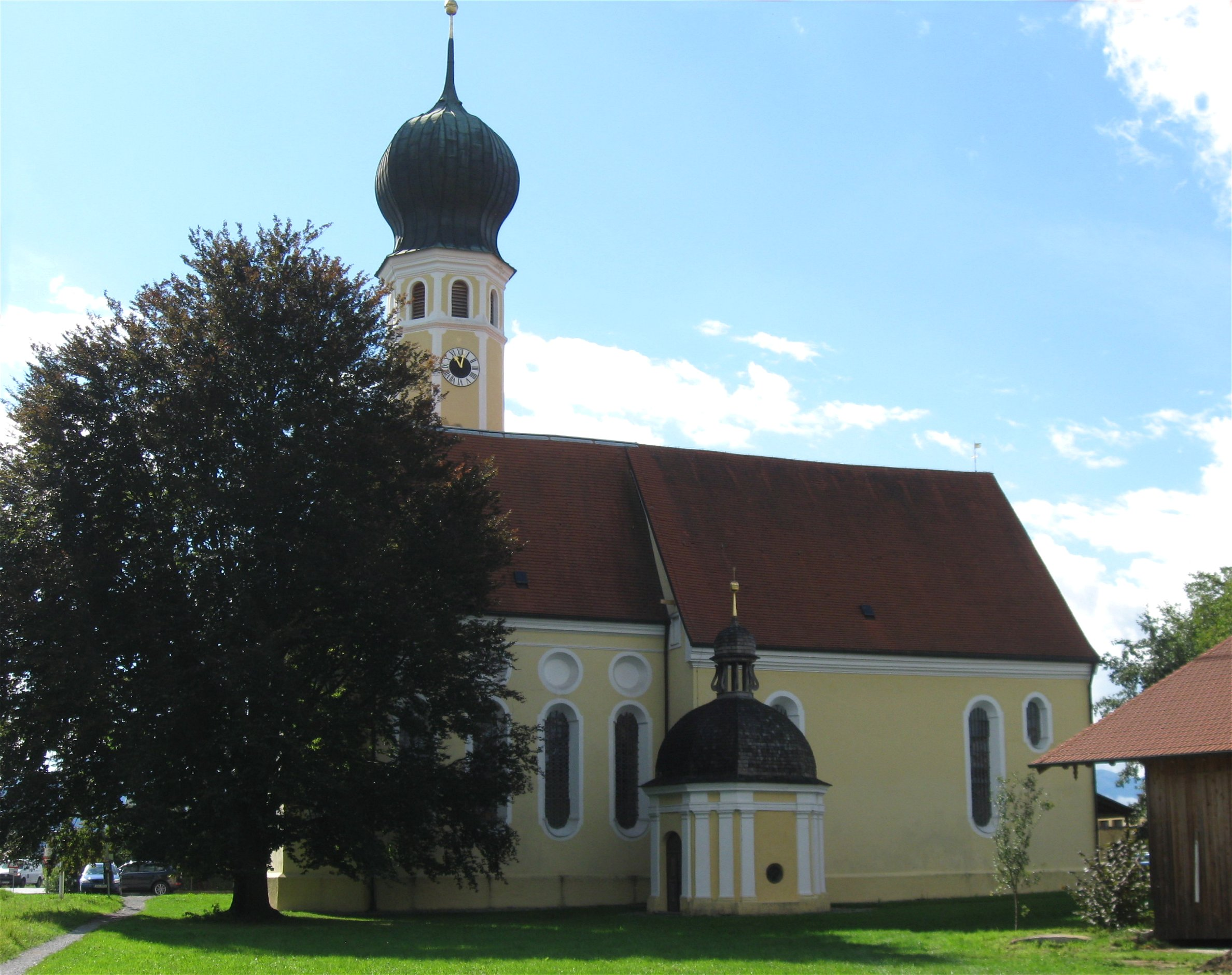
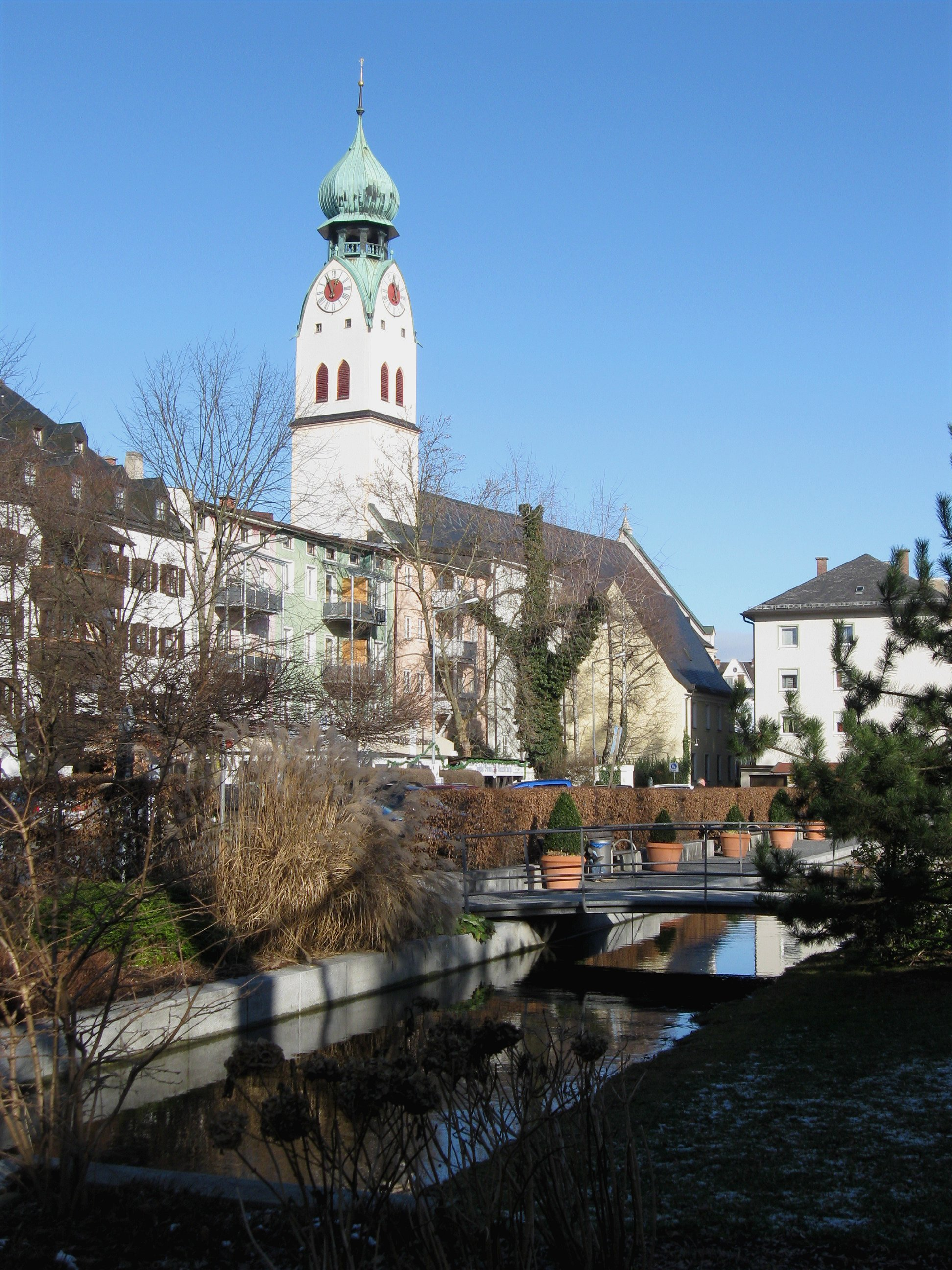
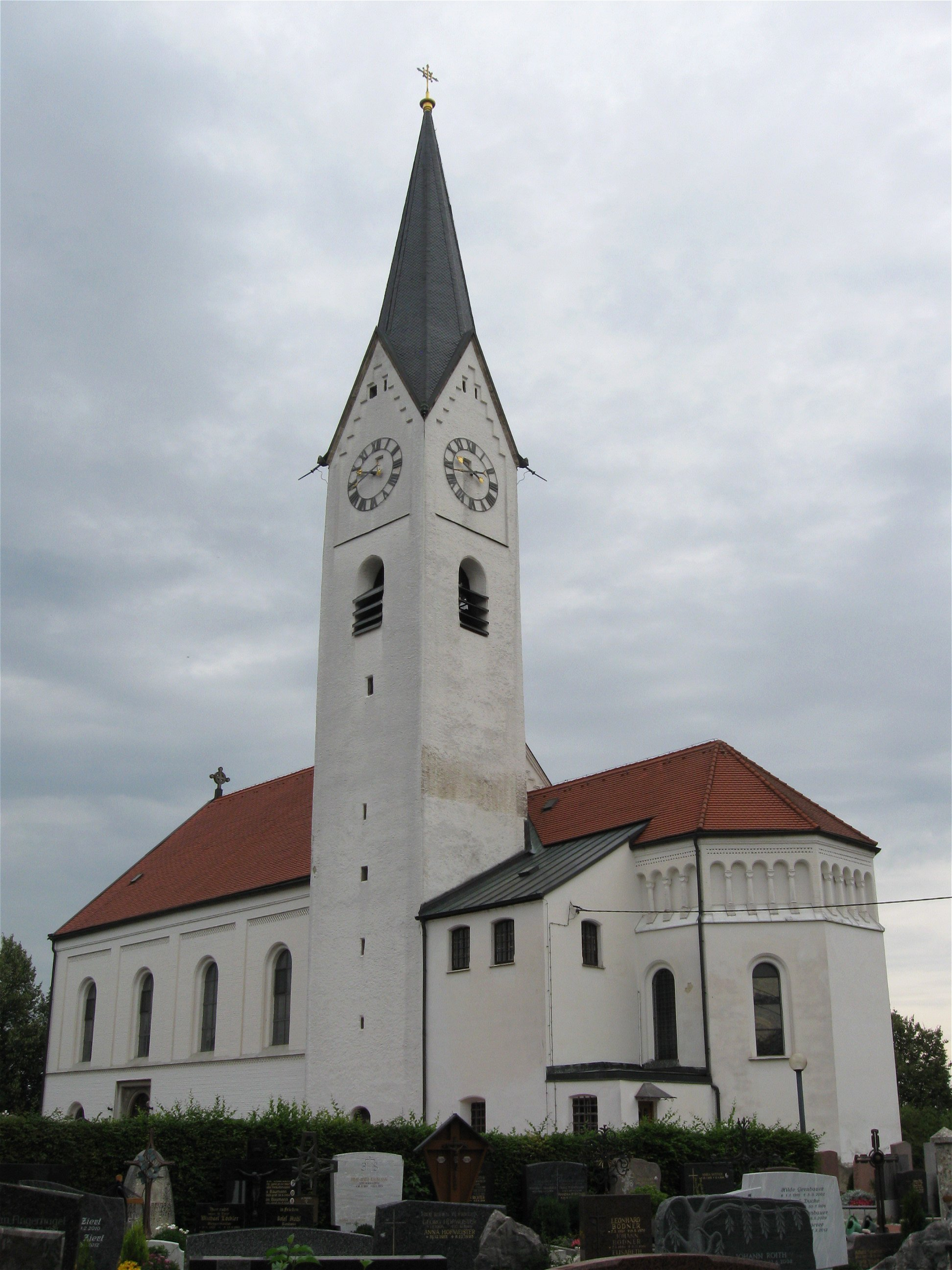
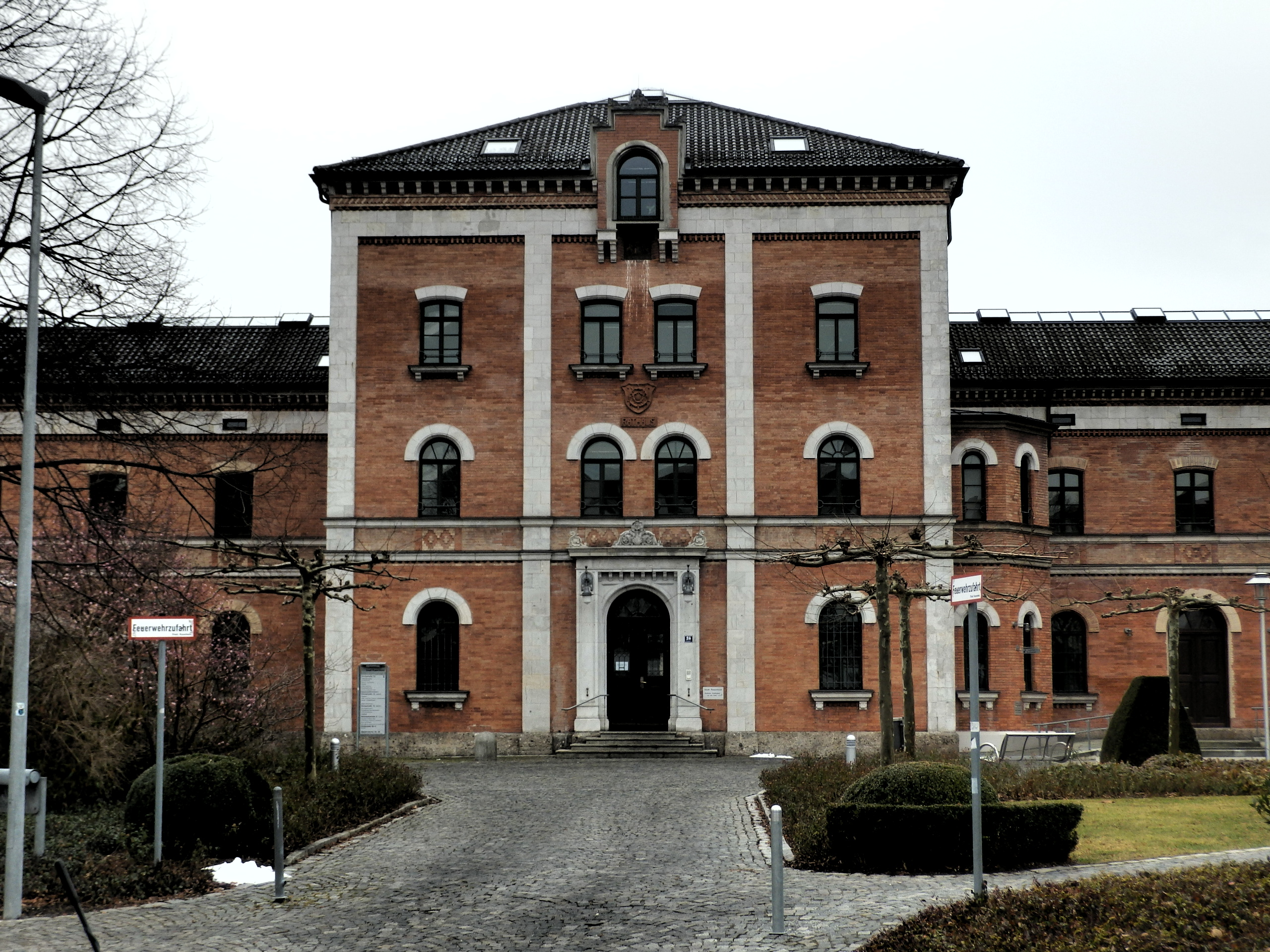
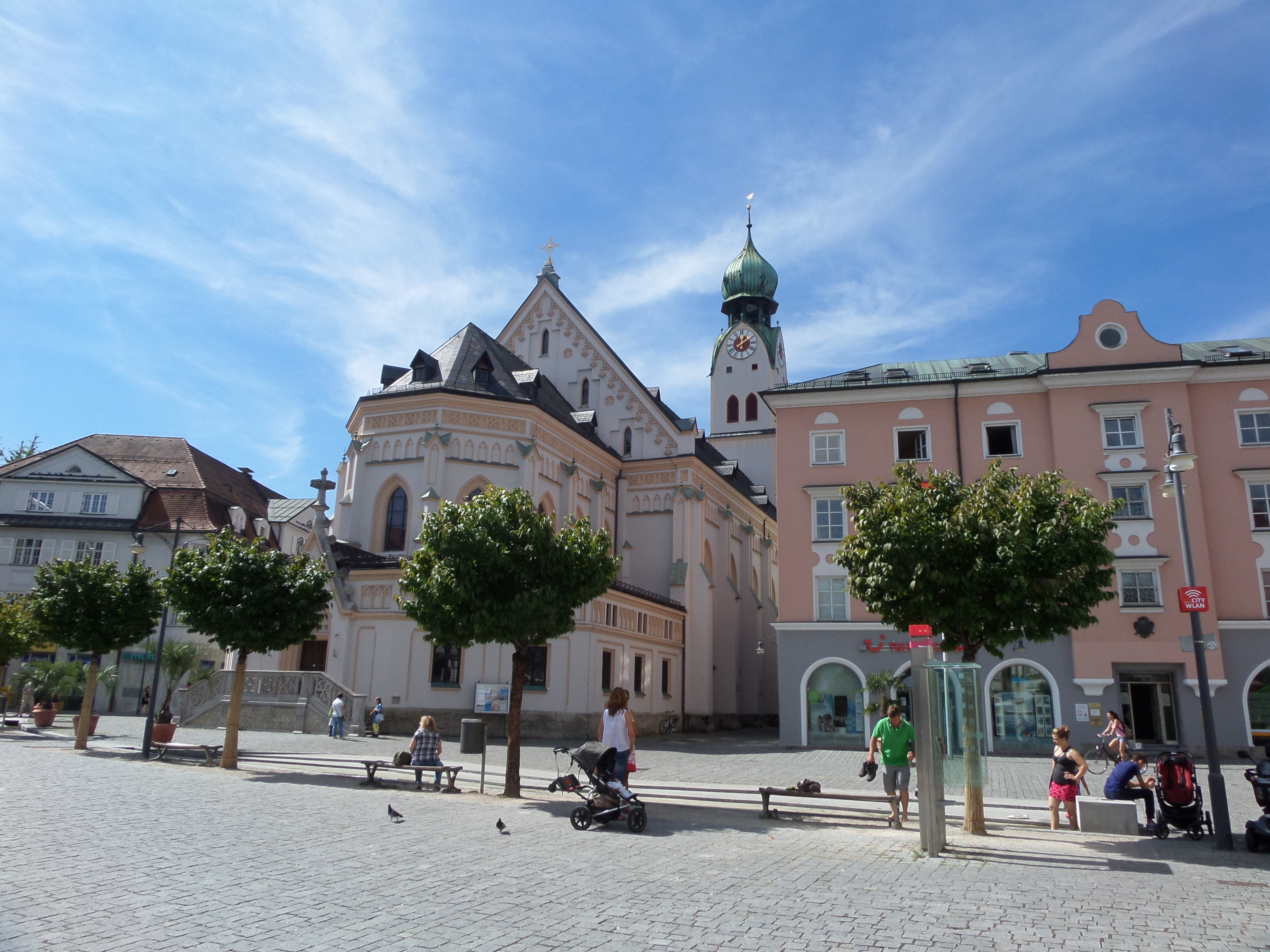
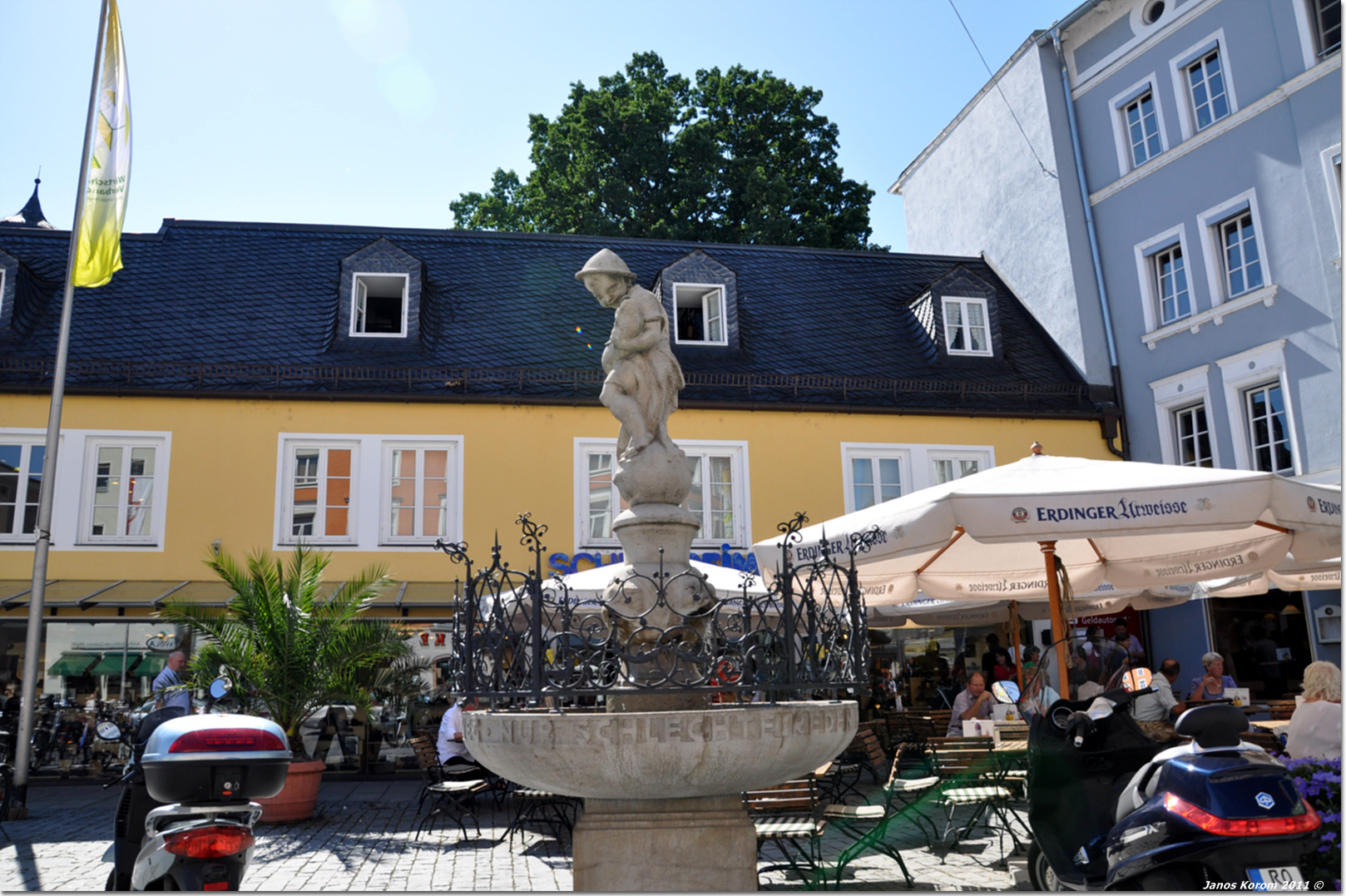

## Fordítás
- Ez a szócikk részben vagy egészben a Rosenheim című német Wikipédia-szócikk fordításán alapul.  Az eredeti cikk szerkesztőit annak laptörténete sorolja fel. Ez a jelzés csupán a megfogalmazás eredetét és a szerzői jogokat jelzi, nem szolgál a cikkben szereplő információk forrásmegjelöléseként.